# Истра (муниципальный округ)
Муниципа́льный о́круг Истра — муниципальное образование на северо-западе Московской области России, соответствующее по административно-территориальному делению городу областного подчинения Истра с административной территорией.
Административный центр — город Истра.
До 2017 года — Истринский район, административно-территориальная единица (район) и муниципальное образование (муниципальный район). 10 марта 2017 года Истринский муниципальный район был преобразован в городской округ Истра. 8 июля 2017 года Истринский административный район был преобразован в город областного подчинения Истра с административной территорией.
С 1 января 2025 года городской округ Истра преобразован в муниципальный округ Истра.

## География
Площадь территории района составляет 126 897 га. Городской округ граничит с городскими округами Красногорск, Одинцовский, Рузский, Восход, Волоколамский, Клин, Солнечногорск, Химки.
Основная река — Истра.

## История
12 июля 1929 года был образован Воскресенский район с центром в городе Воскресенске в составе Московского округа Московской области. В него вошли город Воскресенск, рабочий посёлок Дедовский и следующие сельсоветы упразднённого Воскресенского уезда Московской губернии:
- из Еремеевской волости: Горковский, Духанинский, Еремеевский, Ивановоалексинский, Кашинский, Козино-Нефедьевский, Куртасовский, Лыткинский, Макрушинский, Максимовский, Манихинский, Надовражинский, Никольский, Павло-Лужецкий, Санниковский.
- из Лучинской волости: Бужаровский, Букарёвский, Вельяминовский, Дубровский, Ефимоновский, Зенькинский, Иваново-Октябрьский, Искровский, Костровский, Лукинский, Лучинский, Никулинский, Петровский, Сычевский, Телепневский, Филатовский.
- из Никольской волости: Львовский, Мансуровский, Пироговский.
- из Павловской волости: Аносинский, Бузлановский, Воронковский, Глуховский, Дмитровский, Захарковский, Ильинский, Исаковский, Красновидовский, Крюковский, Ленинский, Лешковский, Нахабинский, Николо-Урюпинский, Новоникольский, Павло-Слободский, Петровский, Покровский, Рождественский, Славковский, Талицкий, Юрьевский.
- из Пятницкой волости: Алехновский, Лечищевский, Синевский.

20 мая 1930 года Лыткинский с/с был передан в Сходненский район. Вскоре были упразднены Исаковский и Сычёвский с/с.
30 июля 1930 года Московский округ, как и большинство остальных округов СССР, был упразднён, Воскресенский район отошёл в прямое подчинение Московской области. Но в связи с тем, что на территории Московской области оказалось два Воскресенских района, 27 декабря 1930 года районный центр — город Воскресенск был переименован в Истру (по названию реки), а район — в Истринский район (Пост. ВЦИК) (Собрание узаконений и распоряжений Рабоче-крестьянского Правительства РСФСР. Отдел 1. № 2 от 10 января 1931 г. — ст. 23). 15 декабря Глуховский с/с был передан в Кунцевский район.
27 сентября 1932 года Бузлановский, Воронковский, Захарковский, Ильинский, Николо-Урюпинский, Новоникольский и Петровский с/с были переданы в Красногорский район. Одновременно из Солнечногорского района в Истринский были переданы Верхуртовский, Карцевский и Якунинский с/с.
21 июня 1935 года Верхуртовский с/с был передан в Ново-Петровский район.
13 декабря 1938 года в Истринском районе был образован р.п. Нахабино. Нахабинский с/с был упразднён.
17 июля 1939 года были упразднены Аносинский, Горковский, Дубровский, Еремеевский, Ефимоновский, Искровский, Карцевский, Кашинский, Красновидовский, Крюковский, Куртасовский, Лечищевский, Лешковский, Львовский, Максимовский, Манихинский, Надовражинский, Петровский, Пироговский, Санниковский, Славковский, Талицкий, Телепневский, Филатовский, Юрьевский и Якунинский с/с. Дмитровский с/с был переименован в Тимошкинский, Никольский — в Ермолинский, Лукинский — в Давыдовский, Букаревский — в Брыковский.
21 августа 1940 года р. п. Дедовский был преобразован в город Дедовск.
14 июня 1954 года Брыковский и Зенькинский с/с были объединены в Букаревский с/с, Иваново-Октябрьский и Павло-Лужецкий — в Ивановский, Покровский и Тимошкинский — в Обушковский. Упразднены Алехновский, Ивановоалексеевский, Козино-Нефедьевский, Макрушинский, Никулинский, Покровский, Рождественский, Синевский и Тимошкинский с/с. 5 августа был образован р. п. Снегири (в 1956 году преобразован в дачный посёлок).
26 декабря 1956 года был упразднён Мансуровский с/с.
7 декабря 1957 года Истринский район был упразднён, а его территория вошла в состав Красногорского района.
28 июля 1960 года Красногорский район переименован в Истринский, центром района утвержден город Истра, при этом город Истра отнесен к категории городов областного подчинения , Истринский район восстановлен из части Красногорского района в следующем составе: город Дедовск, д. п. Снегири, сельсоветы Бужаровский, Букаревский, Давыдовский, Духанинский, Ермолинский, Ивановский, Костровский, Ленинский, Лучинский, Обушковский и Павлово-Слободский. 16 сентября из Рузского района в Истринский были переданы Деньковский, Петровский, Онуфриевский, Савельевский и Ядроминский с/с.
31 июля 1962 года Давыдовский с/с был упразднён.
1 февраля 1963 года Истринский район был упразднён. При этом город Дедовск и д. п. Снегири были переданы в административное подчинение Истре, с/с Обушковский и Павлово-Посадский — в Звенигородский укрупнённый сельский район, а Бужаровский, Букаревский, Деньковский, Духанинский, Ермолинский, Ивановский, Костровский, Ленинский, Лучинский, Онуфриевский, Петровский, Савелевский и Ядроминский — в Солнечногорский укрупнённый сельский район.
13 января 1965 года Истринский район был восстановлен. В его состав вошли город Дедовск, д.п. Снегири, сельсоветы Бужаровский, Букарёвский, Деньковский, Духанинский, Ермолинский, Ивановский, Костровский, Ленинский, Лучинский, Обушковский, Онуфриевский, Новопетровский, Павлово-Слободский и Ядроминский.
3 декабря 1965 года из Ленинского с/с Истринского района в административное подчинение рабочему посёлку Нахабино Красногорского района были переданы селения Желябино, Козино и Нефедьево.
3 февраля 1994 года сельсоветы был преобразованы в сельские округа.
1 февраля 2001 года город Истра утратил статус города областного подчинения (Закон Московской области от 17 января 2001 года № 12/2001-ОЗ, «Подмосковные известия», № 20, 01.02.2001).
22 апреля 2004 года был упразднён Деньковский с/о, а 22 июня — Духанинский с/о.
1 января 2006 года в соответствии с реформой местного самоуправления район получил статус муниципального района и был разделен на 3 городских и 11 сельских поселений.
11 марта 2017 года в границах упразднённого муниципального образования Истринский муниципальный район было образовано новое муниципальное образование городской округ Истра.
26 апреля 2017 года дачный поселок Снегири отнесен в административное подчинение городу Истра (Постановление Губернатора Московской области от 26 апреля 2017 года № 199-ПГ, Официальный Интернет-портал Правительства Московской области https://mosreg.ru, 26.04.2017).
14 июня 2017 года упразднены сельские поселения Бужаровское, Букаревское, Ермолинское, Ивановское, Костровское, Лучинское, Новопетровское, Обушковское, Онуфриевское, Павло-Слободское и Ядроминское (Постановление Губернатора Московской области от 14 июня 2017 года № 274-ПГ, Официальный Интернет-портал Правительства Московской области https://mosreg.ru, 14.06.2017).
23 июня 2017 года город Дедовск отнесен в административное подчинение городу Истра (Постановление Губернатора Московской области от 23 июня 2017 года № 295-ПГ, Официальный Интернет-портал Правительства Московской области https://mosreg.ru, 23.06.2017).
8 июля 2017 года административно-территориальная единица Истринский район преобразована в город областного подчинения Истра с административной территорией.

## Муниципально-территориальное устройство до 2017 года
В 2006—2017 годах Истринский муниципальный район включал 3 городских и 11 сельских поселений
| №  | Городские или сельские поселения | Административный центр  | Количество населённых пунктов | Население | Площадь, км2 |
| -- | -------------------------------- | ----------------------- | ----------------------------- | --------- | ------------ |
| 1  | Дедовск                          | город Дедовск           | 3                             | ↗30 022   | 25,52        |
| 2  | Истра                            | город Истра             | 3                             | ↗35 419   | 22,88        |
| 3  | Снегири                          | дачный посёлок Снегири  | 9                             | ↘3417     | 47,89        |
| 4  | Бужаровское                      | деревня Бужарово        | 32                            | ↘2810     | 162,08       |
| 5  | Букарёвское                      | посёлок Глебовский      | 17                            | ↘10 099   | 67,08        |
| 6  | Ермолинское                      | посёлок Агрогородок     | 20                            | ↘3363     | 131,32       |
| 7  | Ивановское                       | деревня Павловское      | 19                            | ↘2812     | 83,59        |
| 8  | Костровское                      | деревня Кострово        | 25                            | ↘2841     | 105,84       |
| 9  | Лучинское                        | село Лучинское          | 23                            | ↘4651     | 80,44        |
| 10 | Новопетровское                   | село Новопетровское     | 25                            | ↘6594     | 205,20       |
| 11 | Обушковское                      | деревня Покровское      | 12                            | ↘1993     | 55,42        |
| 12 | Онуфриевское                     | село Онуфриево          | 11                            | ↘1108     | 61,92        |
| 13 | Павло-Слободское                 | село Павловская Слобода | 13                            | ↗14 285   | 59,06        |
| 14 | Ядроминское                      | посёлок Курсаково       | 28                            | ↘1949     | 160,73       |

## Население
| 1931     | 1939     | 1970     | 1979     | 1989     | 2002     | 2006     | 2009     | 2010     |
| -------- | -------- | -------- | -------- | -------- | -------- | -------- | -------- | -------- |
| 62 434   | ↗80 366  | ↗84 677  | ↗88 000  | ↗90 572  | ↗115 753 | ↘112 973 | ↗113 960 | ↗119 641 |
| 2011     | 2012     | 2013     | 2014     | 2015     | 2016     | 2017     |          |          |
| ↗119 960 | →119 960 | ↘119 882 | ↗120 619 | ↗120 703 | ↘120 526 | ↗121 363 |          |          |

### Национальный состав
По итогам переписи населения 2020 года проживали следующие национальности (национальности менее 0,1 % и другое, см. в сноске к строке «Другие»):
| Национальность | Численность, чел. | Доля     |
| -------------- | ----------------- | -------- |
| Русские        | 154 526           | 88,92 %  |
| Армяне         | 1132              | 0,65 %   |
| Украинцы       | 926               | 0,53 %   |
| Таджики        | 879               | 0,51 %   |
| Узбеки         | 720               | 0,41 %   |
| Татары         | 602               | 0,35 %   |
| Белорусы       | 319               | 0,18 %   |
| Молдаване      | 258               | 0,15 %   |
| Азербайджанцы  | 241               | 0,14 %   |
| Мордва         | 181               | 0,10 %   |
| Киргизы        | 175               | 0,10 %   |
| Другие         | 13 815            | 7,96 %   |
| Итого          | 173 774           | 100,00 % |

## Населённые пункты
В городском округе (бывшем Истринском районе) 240 населённых пунктов.
| №   | Населённый пункт             | Тип                     | Население | бывшие городское или сельское поселение |
| --- | ---------------------------- | ----------------------- | --------- | --------------------------------------- |
| 1   | Агрогородок                  | посёлок                 | ↗1665     | Ермолинское                             |
| 2   | Адуево                       | деревня                 | ↗6        | Ермолинское                             |
| 3   | Александрово                 | деревня                 | ↗14       | Костровское                             |
| 4   | Алексеевка                   | деревня                 | ↗10       | Онуфриевское                            |
| 5   | Алексино                     | деревня                 | ↗225      | Ермолинское                             |
| 6   | Алёхново                     | деревня                 | ↗280      | Бужаровское                             |
| 7   | Ананово                      | деревня                 | ↗3        | Бужаровское                             |
| 8   | Андреевское                  | деревня                 | ↗160      | Ермолинское                             |
| 9   | Аносино                      | деревня                 | ↗277      | Обушковское                             |
| 10  | Антоновка                    | деревня                 | ↗7        | Новопетровское                          |
| 11  | Армягово                     | деревня                 | →0        | Бужаровское                             |
| 12  | Бабкино                      | деревня                 | ↗33       | Бужаровское                             |
| 13  | Берёзовка                    | хутор                   | ↗8        | Новопетровское                          |
| 14  | Бодрово                      | деревня                 | ↘11       | Новопетровское                          |
| 15  | Большое Ушаково              | деревня                 | ↗10       | Бужаровское                             |
| 16  | Борзые                       | деревня                 | ↗111      | Павло-Слободское                        |
| 17  | Борисково                    | деревня                 | ↗8        | Ивановское                              |
| 18  | Борки                        | деревня                 | ↗64       | Ивановское                              |
| 19  | Бочкино                      | деревня                 | ↗7        | Онуфриевское                            |
| 20  | Брыково                      | деревня                 | ↘17       | Букарёвское                             |
| 21  | Будьково                     | деревня                 | ↗2        | Ядроминское                             |
| 22  | Бужарово                     | деревня                 | ↘1033     | Бужаровское                             |
| 23  | Букарёво                     | деревня                 | ↘12       | Букарёвское                             |
| 24  | Буньково                     | деревня                 | ↗51       | Лучинское                               |
| 25  | Бутырки                      | деревня                 | ↗57       | Ядроминское                             |
| 26  | Васильевское-Голохвастово    | деревня                 | ↗1        | Ядроминское                             |
| 27  | Веледниково                  | деревня                 | ↗148      | Павло-Слободское                        |
| 28  | Вельяминово                  | деревня                 | ↘475      | Истра                                   |
| 29  | Веретёнки                    | деревня                 | →9        | Ядроминское                             |
| 30  | Верхуртово                   | деревня                 | ↗5        | Бужаровское                             |
| 31  | Воронино                     | деревня                 | ↘13       | Обушковское                             |
| 32  | Воскресёнки                  | деревня                 | ↗10       | Костровское                             |
| 33  | Высоково                     | деревня                 | ↘78       | Ивановское                              |
| 34  | Гидроузла им. Куйбышева      | посёлок                 | ↗902      | Бужаровское                             |
| 35  | Глебово                      | деревня                 | ↗89       | Букарёвское                             |
| 36  | Глебово-Избище               | деревня                 | ↗150      | Букарёвское                             |
| 37  | Глебовский                   | посёлок                 | ↗11 678   | Букарёвское                             |
| 38  | Глинки                       | деревня                 | ↗10       | Лучинское                               |
| 39  | Головино                     | деревня                 | ↘23       | Новопетровское                          |
| 40  | Гомово                       | деревня                 | ↘0        | Новопетровское                          |
| 41  | Гордово                      | деревня                 | ↗3        | Ядроминское                             |
| 42  | Горки                        | деревня                 | →18       | Букарёвское                             |
| 43  | Горки                        | село                    | ↘1        | Ядроминское                             |
| 44  | Горнево                      | деревня                 | ↗9        | Онуфриевское                            |
| 45  | Горшково                     | деревня                 | ↘2        | Лучинское                               |
| 46  | Граворново                   | деревня                 | ↗78       | Бужаровское                             |
| 47  | Гребеньки                    | деревня                 | ↗19       | Новопетровское                          |
| 48  | Давыдково                    | деревня                 | ↗37       | Новопетровское                          |
| 49  | Давыдовское                  | деревня                 | ↗56       | Лучинское                               |
| 50  | Дарна                        | село                    | ↗53       | Ермолинское                             |
| 51  | Дедёшино                     | деревня                 | ↗73       | Букарёвское                             |
| 52  | Дедово-Талызино              | деревня                 | ↗7        | Снегири                                 |
| 53  | Дедовск                      | город                   | ↘30 373   | Дедовск                                 |
| 54  | Дедовской школы-интерната    | посёлок                 | ↗111      | Дедовск                                 |
| 55  | Денежкино                    | деревня                 | ↘30       | Новопетровское                          |
| 56  | Деньково                     | деревня                 | ↗109      | Новопетровское                          |
| 57  | Дергайково                   | деревня                 | ↗47       | Костровское                             |
| 58  | Долево                       | деревня                 | ↘2        | Ядроминское                             |
| 59  | Дома отдыха «Румянцево»      | посёлок                 | ↘66       | Ядроминское                             |
| 60  | Дома отдыха им. А. П. Чехова | посёлок                 | ↘0        | Лучинское                               |
| 61  | Дубровское                   | деревня                 | ↗29       | Костровское                             |
| 62  | Дуплёво                      | деревня                 | ↗58       | Ядроминское                             |
| 63  | Духанино                     | деревня                 | ↗206      | Ермолинское                             |
| 64  | Дьяково                      | деревня                 | ↘79       | Бужаровское                             |
| 65  | Еремеево                     | деревня                 | ↘1        | Ермолинское                             |
| 66  | Ермолино                     | деревня                 | ↗22       | Ермолинское                             |
| 67  | Ефимоново                    | деревня                 | ↗13       | Бужаровское                             |
| 68  | Жевнево                      | деревня                 | ↘29       | Павло-Слободское                        |
| 69  | Жилкино                      | деревня                 | ↗46       | Костровское                             |
| 70  | Житянино                     | деревня                 | →1        | Онуфриевское                            |
| 71  | Загорье                      | деревня                 | ↘29       | Онуфриевское                            |
| 72  | Захарово                     | деревня                 | ↗95       | Обушковское                             |
| 73  | Зеленково                    | деревня                 | ↗30       | Павло-Слободское                        |
| 74  | Зелёный Курган               | посёлок                 | ↘73       | Букарёвское                             |
| 75  | Зенькино                     | деревня                 | ↗40       | Букарёвское                             |
| 76  | Зорино                       | деревня                 | ↘4        | Бужаровское                             |
| 77  | Зыково                       | деревня                 | ↗40       | Бужаровское                             |
| 78  | Ивановское                   | село                    | ↗132      | Ермолинское                             |
| 79  | Ивановское                   | деревня                 | ↗83       | Ивановское                              |
| 80  | Ивановское                   | посёлок                 | ↗56       | Павло-Слободское                        |
| 81  | Ильино                       | деревня                 | ↗58       | Букарёвское                             |
| 82  | Исаково                      | деревня                 | ↘97       | Павло-Слободское                        |
| 83  | Истра                        | город                   | ↘34 971   | Истра                                   |
| 84  | Карасино                     | деревня                 | ↗46       | Онуфриевское                            |
| 85  | Карцево                      | деревня                 | ↗36       | Бужаровское                             |
| 86  | Качаброво                    | деревня                 | ↗5        | Ивановское                              |
| 87  | Кашино                       | деревня                 | ↗94       | Ермолинское                             |
| 88  | Киселёво                     | деревня                 | ↗8        | Костровское                             |
| 89  | Козенки                      | деревня                 | ↗21       | Обушковское                             |
| 90  | Колшино                      | посёлок                 | ↗9        | Новопетровское                          |
| 91  | Кореньки                     | деревня                 | ↘9        | Новопетровское                          |
| 92  | Корсаково                    | деревня                 | ↗22       | Костровское                             |
| 93  | Кострово                     | деревня                 | ↘2388     | Костровское                             |
| 94  | Котерево                     | деревня                 | ↗53       | Лучинское                               |
| 95  | Котово                       | деревня                 | ↗35       | Лучинское                               |
| 96  | Котово                       | посёлок                 | ↘344      | Лучинское                               |
| 97  | Красная Горка                | посёлок                 | ↗63       | Лучинское                               |
| 98  | Красновидово                 | деревня                 | ↗203      | Ивановское                              |
| 99  | Красный                      | посёлок                 | ↘172      | Букарёвское                             |
| 100 | Красный Посёлок              | деревня                 | ↗3235     | Обушковское                             |
| 101 | Крюково                      | деревня                 | ↗36       | Ивановское                              |
| 102 | Крючково                     | деревня                 | ↘32       | Лучинское                               |
| 103 | Курово                       | деревня                 | ↗129      | Ядроминское                             |
| 104 | Курсаково                    | посёлок                 | ↗1577     | Ядроминское                             |
| 105 | Куртниково                   | деревня                 | ↘5        | Бужаровское                             |
| 106 | Кучи                         | деревня                 | ↗8        | Букарёвское                             |
| 107 | Кучи                         | село                    | ↘39       | Новопетровское                          |
| 108 | Ламишино                     | деревня                 | ↘3        | Бужаровское                             |
| 109 | Ламишино                     | хутор                   | ↗24       | Бужаровское                             |
| 110 | Ламоново                     | деревня                 | ↗19       | Ивановское                              |
| 111 | Ленино                       | деревня                 | ↗404      | Снегири                                 |
| 112 | Леоново                      | село                    | ↗14       | Бужаровское                             |
| 113 | Леоново                      | деревня                 | ↗55       | Костровское                             |
| 114 | Лесодолгоруково              | посёлок                 | ↘185      | Новопетровское                          |
| 115 | Лечищево                     | деревня                 | ↘57       | Бужаровское                             |
| 116 | Лешково                      | деревня                 | ↗116      | Павло-Слободское                        |
| 117 | Лисавино                     | деревня                 | ↗25       | Ермолинское                             |
| 118 | Лобаново                     | деревня                 | ↘153      | Павло-Слободское                        |
| 119 | Лужки                        | деревня                 | ↗28       | Ивановское                              |
| 120 | Лужки                        | село                    | ↘22       | Ядроминское                             |
| 121 | Лукино                       | деревня                 | ↘2        | Лучинское                               |
| 122 | Лукино                       | посёлок станции         | ↘27       | Ивановское                              |
| 123 | Лучинское                    | село                    | ↗414      | Лучинское                               |
| 124 | Лыщёво                       | деревня                 | ↘24       | Бужаровское                             |
| 125 | Львово                       | деревня                 | ↘0        | Костровское                             |
| 126 | Мазилово                     | деревня                 | ↘1        | Бужаровское                             |
| 127 | Максимовка                   | деревня                 | ↗22       | Ермолинское                             |
| 128 | Малое Ушаково                | деревня                 | ↘8        | Бужаровское                             |
| 129 | Манихино                     | деревня                 | ↗27       | Ивановское                              |
| 130 | Манихино                     | посёлок станции         | ↗1021     | Ивановское                              |
| 131 | Мансурово                    | деревня                 | ↗19       | Костровское                             |
| 132 | Марково-Курсаково            | деревня                 | ↗16       | Ядроминское                             |
| 133 | Мартюшино                    | деревня                 | ↗10       | Бужаровское                             |
| 134 | Матвейково                   | деревня                 | ↘0        | Бужаровское                             |
| 135 | Медведки                     | деревня                 | ↗25       | Ядроминское                             |
| 136 | Меры                         | деревня                 | ↗2        | Костровское                             |
| 137 | Михайловка                   | деревня                 | ↗18       | Бужаровское                             |
| 138 | Мыканино                     | деревня                 | ↗21       | Букарёвское                             |
| 139 | Надеждино                    | деревня                 | ↗4        | Новопетровское                          |
| 140 | Надеждино                    | село                    | ↘20       | Новопетровское                          |
| 141 | Надовражино                  | деревня                 | ↗25       | Снегири                                 |
| 142 | Назарово                     | деревня                 | ↘14       | Ядроминское                             |
| 143 | Нижневасильевское            | деревня                 | ↘5        | Новопетровское                          |
| 144 | Никитское                    | деревня                 | →9        | Бужаровское                             |
| 145 | Никольское                   | деревня                 | ↗28       | Ермолинское                             |
| 146 | Никулино                     | деревня                 | ↗134      | Лучинское                               |
| 147 | Новинки                      | деревня                 | ↘23       | Павло-Слободское                        |
| 148 | Новодарьино                  | деревня                 | ↗63       | Костровское                             |
| 149 | Новопетровское               | село                    | ↗6369     | Новопетровское                          |
| 150 | Новораково                   | деревня                 | ↗34       | Бужаровское                             |
| 151 | Новосёлово                   | деревня                 | ↗76       | Костровское                             |
| 152 | Обновлённый Труд             | деревня                 | ↗72       | Ивановское                              |
| 153 | Обушково                     | деревня                 | ↘193      | Обушковское                             |
| 154 | Огарково                     | деревня                 | →3        | Онуфриевское                            |
| 155 | Огниково                     | посёлок                 | ↗183      | Ермолинское                             |
| 156 | Октябрьский                  | посёлок                 | ↘141      | Букарёвское                             |
| 157 | Октябрьской фабрики          | посёлок                 | ↘9        | Ивановское                              |
| 158 | Онуфриево                    | село                    | ↗1022     | Онуфриевское                            |
| 159 | «Манихино»                   | посёлок                 | ↘224      | Ивановское                              |
| 160 | Павловская Слобода           | село                    | ↗8668     | Павло-Слободское                        |
| 161 | Павловское                   | деревня                 | ↗1215     | Ивановское                              |
| 162 | Падиково                     | деревня                 | ↘30       | Обушковское                             |
| 163 | Пансионата «Берёзка»         | посёлок                 | ↘40       | Лучинское                               |
| 164 | Парфёнки                     | деревня                 | ↘12       | Ядроминское                             |
| 165 | Первомайский                 | посёлок                 | ↘1832     | Лучинское                               |
| 166 | Первомайское                 | деревня                 | ↘20       | Ядроминское                             |
| 167 | Петрово                      | деревня                 | ↗8        | Костровское                             |
| 168 | Петровское                   | деревня                 | ↘11       | Снегири                                 |
| 169 | Петровское                   | село                    | ↗17       | Ивановское                              |
| 170 | Петушки                      | деревня                 | ↗21       | Лучинское                               |
| 171 | Пионерский                   | посёлок                 | ↗272      | Лучинское                               |
| 172 | Пирогово                     | деревня                 | ↘1        | Костровское                             |
| 173 | Писково                      | деревня                 | ↗3        | Обушковское                             |
| 174 | Подпорино                    | деревня                 | ↘14       | Ермолинское                             |
| 175 | Покоево                      | деревня                 | ↗14       | Ядроминское                             |
| 176 | Покровское                   | деревня                 | ↘1013     | Обушковское                             |
| 177 | Полевшина                    | посёлок                 | ↗46       | Ермолинское                             |
| 178 | Пречистое                    | деревня                 | ↘251      | Новопетровское                          |
| 179 | Раково                       | деревня                 | ↘57       | Костровское                             |
| 180 | Ремянники                    | деревня                 | →3        | Онуфриевское                            |
| 181 | Родионцево                   | деревня                 | ↘6        | Бужаровское                             |
| 182 | Рождествено                  | деревня                 | ↗40       | Бужаровское                             |
| 183 | Рождествено                  | село                    | ↗7747     | Павло-Слободское                        |
| 184 | Рожново                      | деревня                 | ↘19       | Лучинское                               |
| 185 | Рубцово                      | деревня                 | ↘4        | Ядроминское                             |
| 186 | Румянцево                    | посёлок                 | ↘1558     | Новопетровское                          |
| 187 | Рыбушки                      | деревня                 | ↗31       | Новопетровское                          |
| 188 | Рыжково                      | деревня                 | ↗10       | Ядроминское                             |
| 189 | Рычково                      | деревня                 | ↗387      | Ермолинское                             |
| 190 | Савельево                    | деревня                 | ↘231      | Ядроминское                             |
| 191 | Садки                        | деревня                 | ↘6        | Снегири                                 |
| 192 | Санниково                    | деревня                 | ↗52       | Ивановское                              |
| 193 | Сафонтьево                   | деревня                 | ↗14       | Бужаровское                             |
| 194 | Северный                     | посёлок                 | ↗889      | Лучинское                               |
| 195 | Селиваниха                   | деревня                 | ↘25       | Снегири                                 |
| 196 | Синево                       | деревня                 | ↘72       | Бужаровское                             |
| 197 | Скрябино                     | деревня                 | ↗11       | Костровское                             |
| 198 | Слабошеино                   | деревня                 | ↘35       | Лучинское                               |
| 199 | Славково                     | деревня                 | ↗53       | Обушковское                             |
| 200 | Снегири                      | посёлок городского типа | ↘5468     | Снегири                                 |
| 201 | Сокольники                   | деревня                 | ↗116      | Ермолинское                             |
| 202 | Сорокино                     | деревня                 | ↘0        | Костровское                             |
| 203 | Станция Павловская Слобода   | посёлок                 | ↘3        | Павло-Слободское                        |
| 204 | Сысоево                      | деревня                 | ↘0        | Ермолинское                             |
| 205 | Талицы                       | деревня                 | ↗300      | Дедовск                                 |
| 206 | Татищево                     | деревня                 | →48       | Костровское                             |
| 207 | Телепнёво                    | деревня                 | ↗95       | Костровское                             |
| 208 | Троица                       | деревня                 | ↗22       | Ядроминское                             |
| 209 | Троицкий                     | посёлок                 | ↘32       | Ивановское                              |
| 210 | Трусово                      | деревня                 | ↗110      | Истра                                   |
| 211 | Турово                       | деревня                 | ↗22       | Снегири                                 |
| 212 | Ульево                       | деревня                 | ↗6        | Онуфриевское                            |
| 213 | Устиново                     | деревня                 | ↘30       | Новопетровское                          |
| 214 | Фёдоровка                    | хутор                   | ↗23       | Новопетровское                          |
| 215 | Филатово                     | деревня                 | ↘15       | Букарёвское                             |
| 216 | Фроловское                   | деревня                 | ↗12       | Костровское                             |
| 217 | Хволово                      | деревня                 | →1        | Костровское                             |
| 218 | Хмолино                      | деревня                 | ↗29       | Букарёвское                             |
| 219 | Хованское                    | деревня                 | ↗18       | Снегири                                 |
| 220 | Холмы                        | деревня                 | ↗17       | Ермолинское                             |
| 221 | Холщёвики                    | деревня                 | ↘12       | Костровское                             |
| 222 | Холщёвики                    | посёлок станции         | ↗95       | Букарёвское                             |
| 223 | Хуторки                      | посёлок                 | ↗166      | Ядроминское                             |
| 224 | Чаново                       | деревня                 | ↘1        | Ядроминское                             |
| 225 | Часовня                      | деревня                 | →1        | Ядроминское                             |
| 226 | Чёрная                       | деревня                 | ↗4712     | Павло-Слободское                        |
| 227 | Чесноково                    | деревня                 | ↘29       | Обушковское                             |
| 228 | Чеховский                    | посёлок                 | ↘121      | Лучинское                               |
| 229 | Чудцево                      | деревня                 | ↘1        | Новопетровское                          |
| 230 | Шаблыкино                    | деревня                 | ↘0        | Новопетровское                          |
| 231 | Шапково                      | деревня                 | ↗40       | Новопетровское                          |
| 232 | Шебаново                     | деревня                 | ↗11       | Ядроминское                             |
| 233 | Шейно                        | деревня                 | ↗2        | Онуфриевское                            |
| 234 | Шёлковая Гора                | посёлок                 | ↗66       | Лучинское                               |
| 235 | Шишаиха                      | деревня                 | ↗12       | Ядроминское                             |
| 236 | Юркино                       | деревня                 | ↘2        | Костровское                             |
| 237 | Юрьево                       | деревня                 | ↗45       | Обушковское                             |
| 238 | Ябедино                      | деревня                 | ↗140      | Лучинское                               |
| 239 | Ядромино                     | деревня                 | ↗39       | Ядроминское                             |
| 240 | Якунино                      | деревня                 | ↗25       | Бужаровское                             |

## Общая карта
Легенда карты:
|  | 20 000—50 000 жителей |
|  | 5000—10 000 жителей   |
|  | 2000—5000 жителей     |
|  | 1000—2000 жителей     |
|  | Менее 1000 жителей    |

## Экономика
В районе насчитывается 20 крупных промышленных, 16 сельскохозяйственных, девять строительных предприятий и около 1000 предприятий малого бизнеса.
На востоке района, вблизи села Павловская Слобода расположен завод «Изолятор». Развивается, также, крупная промышленная площадка, на которой построены или находятся в процессе строительства ряд промышленных предприятий, принадлежащих иностранным (кондитерская фабрика Perfetti Van Melle, сыроварня Président, машиностроительные заводы Danfoss и Grundfos, Производство гофрокартона и гофроупаковки Истринский филиал ОАО «Архбум») и российским инвесторам.

## Транспорт
Через район проходят железная дорога (Рижское направление), окружная железная дорога, а также Волоколамское шоссе, автомагистраль М9 «Балтия» (Москва—Рига), «Малое московское кольцо» А107 и «Большое московское кольцо» А108.

## Достопримечательности
- Новоиерусалимский монастырь,
- Историко-художественный музей,
- Музей боевой славы,
- Ленино-Снегирёвский военно-исторический музей,
- Музейный комплекс «Новый Иерусалим»
- Археологический памятник фатьяновской культуры «Павловская слобода» вблизи деревни Борзые[40][41].